# گل محمدی
گل محمدی (نام علمی: Rosa damascena) که با نام‌های دیگر گل سوری، گل صدبرگ، رز دمشقی، رز ایرانی، رز بلغاری، رز عربی و رز اصفهان شناخته می‌شود، نام نوعی گل رز است که یک رقم دورگه از ترکیب گل‌های رز گالیکا و نسترن شیرازی است و بر پایهٔ بررسی‌های دی‌ان‌ای آن، اشتراک ژنتیکی زیادی با گل رز قزاقی دارد و احتمالاً در گذشته از گرده‌های آن در تولید این رقم استفاده شده است و گل ملی کشور ایران است.
از برخی نمونه‌های این گل، گلاب می‌گیرند. این گونه از رز مقاومت بالایی در مقابل کم‌آبی دارد. این گیاه مانند سایر رزها، درختچه‌ای برگ‌ریز است که ارتفاع آن به ۲٫۲ متر نیز می‌رسد و شاخه‌های آن با خارهای تیز و محکمی حفاظت می‌شوند. گل گلاب طیف رنگی از صورتی روشن و متوسط تا سرخ روشن دارد.
گل سرخ از دیرباز در ایران کشت شده است؛ ولی از آن‌جایی که عصاره و گلاب آن از دمشق به اروپا رفته است، اروپاییان آن را رز دمشقی می‌نامیدند. گل سرخ از تیرهٔ رزاسه و قسمت قابل‌مصرف آن گل و غنچهٔ خشک یا تازهٔ آن است.
ایران، ترکیه، هند و افغانستان کشورهایی هستند که در بخش‌های مرتبط با گلاب‌گیری، روغن‌گیری و تولید عطر از گل گلاب در حال فعالیت هستند.

## گیاه‌شناسی
زمان شکوفایی گل‌ها در اوایل اردیبهشت تا اوایل تیرماه است. در هر منطقه مدت زمان شکوفایی گل‌ها ۳۰–۲۰ روز طول می‌کشد. دوام گل حداکثر یک روز بوده و بعد از آن رنگ صورتی خوشرنگ گلبرگ‌ها به سفید می‌گراید و با اندک نسیمی گلبرگ‌ها پرپر شده و می‌ریزند.

## کاربردها

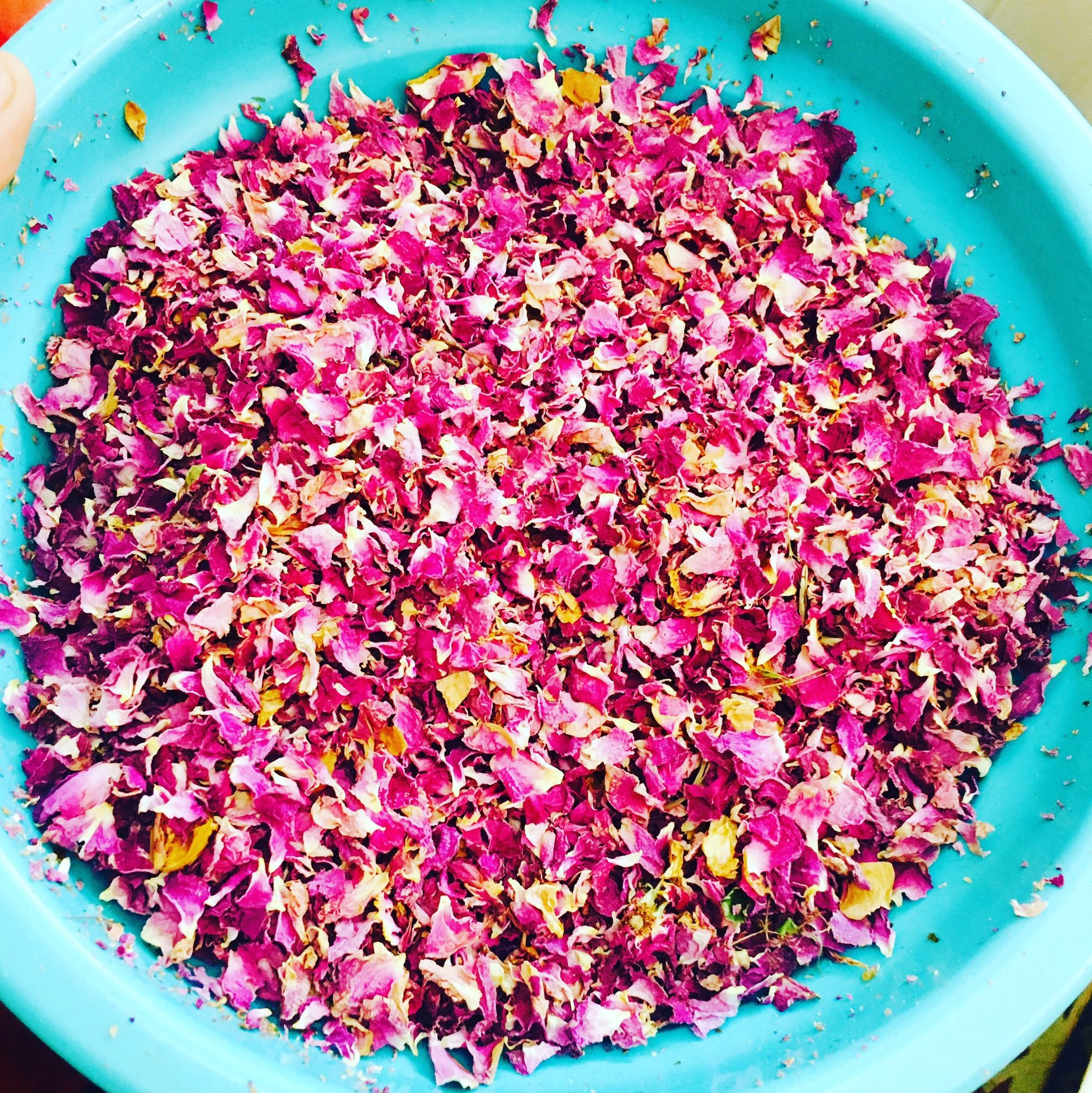
گلبرگ‌های خشک‌شدهٔ گل‌محمدی جهت تهیهٔ محصولاتی چون مربا

محصول عمدهٔ گل محمدی، گلاب، اسانس و گلبرگ خشک‌شدهٔ آن است که از آن‌ها در صنایع دارویی، عطرسازی، فراورده‌های بهداشتی و آرایشی و صنایع غذایی استفاده می‌شود. در صنایع تولید و تهیهٔ بستنی و گلقند و برای تهیهٔ مربا و شربت گل محمدی نیز از گل محمدی استفاده می‌شود.
از گلاب و پودر گلبرگ‌های خشک‌شدهٔ این گل، به‌عنوان یک ادویه به‌ویژه در آشپزی خاورمیانه و هند استفاده می‌شود.
گلاب مرغوب و خوب، شفاف، صاف و بی‌رنگ و بافت آن کاملاً همگن است. طعم گلاب مرغوب و سنتی که خواص درمانی و دارویی دارد لطیف، سبک و مایل به تلخی است.
عنبر گل به‌عنوان یکی از فراورده‌های صنعت گلاب‌گیری، مایع سیاهی است که در پایان عملیات تقطیر همراه با تفالهٔ گل‌ها در دیگ به جای می‌ماند و در طب سنتی کاربرد دارد.

## محل کشت
مناطق مورد کشت گل محمدی، اغلب مناطق کوهپایه‌ای و اقلیم‌های خشک و نیمه‌خشک با تابستان‌های معتدل و خشک و زمستان‌های سرد است. کاشت این گیاه در زمین‌های نیمه سنگین و دارای بافت متوسط و حتی در کوهپایه‌های دارای سنگریزه زیاد و سنگلاخی موفق بوده است، ولی بهترین بافت خاک، خاک لومی حاصلخیز و عمیق می‌باشد. در مناطق کوهپایه ای که در آن‌ها امکان کشت بسیاری از گیاهان زراعی محدود است، این گیاه می‌تواند به عنوان یک گیاه راهبردی و اقتصادی مورد توجه قرار گیرد.
گل محمدی اغلب در مناطق کوهپایه‌ای با شرایط آب و هوایی خشک و نیمه خشک و تابستان‌های معتدل و خشک کشت می‌شود. این گیاه به شرایط معتدل و خشک برای رشد و شکوفایی نیاز دارد. در حال حاضر، در کشور ایران کشت گل محمدی در ۱۴ استان انجام می‌شود. استان‌های کرمان، فارس (مختص به منطقه میمند)، خوزستان و اصفهان (کاشان) و آذربایجان شرقی به عنوان مهم‌ترین مناطق کشت این گیاه شناخته می‌شوند و در بقیه استان‌ها نیز کشت این گیاه به صورت پراکنده انجام می‌شود.

## گل محمدی در ایران
ایران حدود ۴۷۰۰ هکتار سطح زیر کشت گل محمدی دارد. گل محمدی در ایران فقط یک بار در سال برداشت می‌شود، اما به دلیل چهار فصل بودن هوای ایران، می‌توان زمینهٔ پرورش چنین گل‌هایی را در اکثر نقاط ایران فراهم کرد و از لحاظ علمی نیز امکان اصلاحِ عطر و اسانس آن گل‌ها وجود دارد. این گل در دمای ۱۵ تا ۲۱ درجه هوایی بهترین رشد را دارد. اما اگر اختلاف درجه حرارت هوا در شب و روز ۵ تا ۱۰ درجه باشد، گل‌ها خوشبوتر خواهد بود.

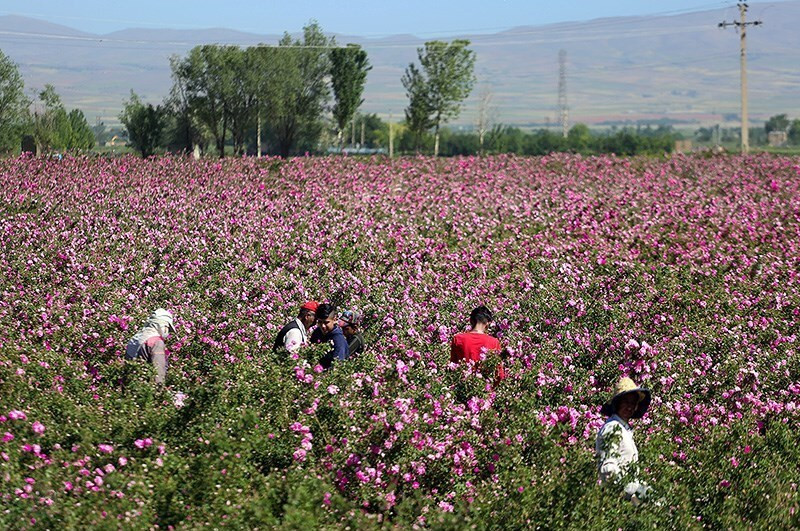
برداشت دسته‌جمعی گل محمدی برای گلاب‌گیری در مزارع استان همدان در بهار ۱۴۰۱

بعضی از کشورها برخی ارقام بومی گل محمدی ایرانی را برای خود برده‌اند و آن را اصلاح و به نام خود ثبت کرده‌اند؛ که از جملهٔ آن‌ها می‌توان، به کشور بلغارستان و افغانستان اشاره کرد.

## نگارخانه

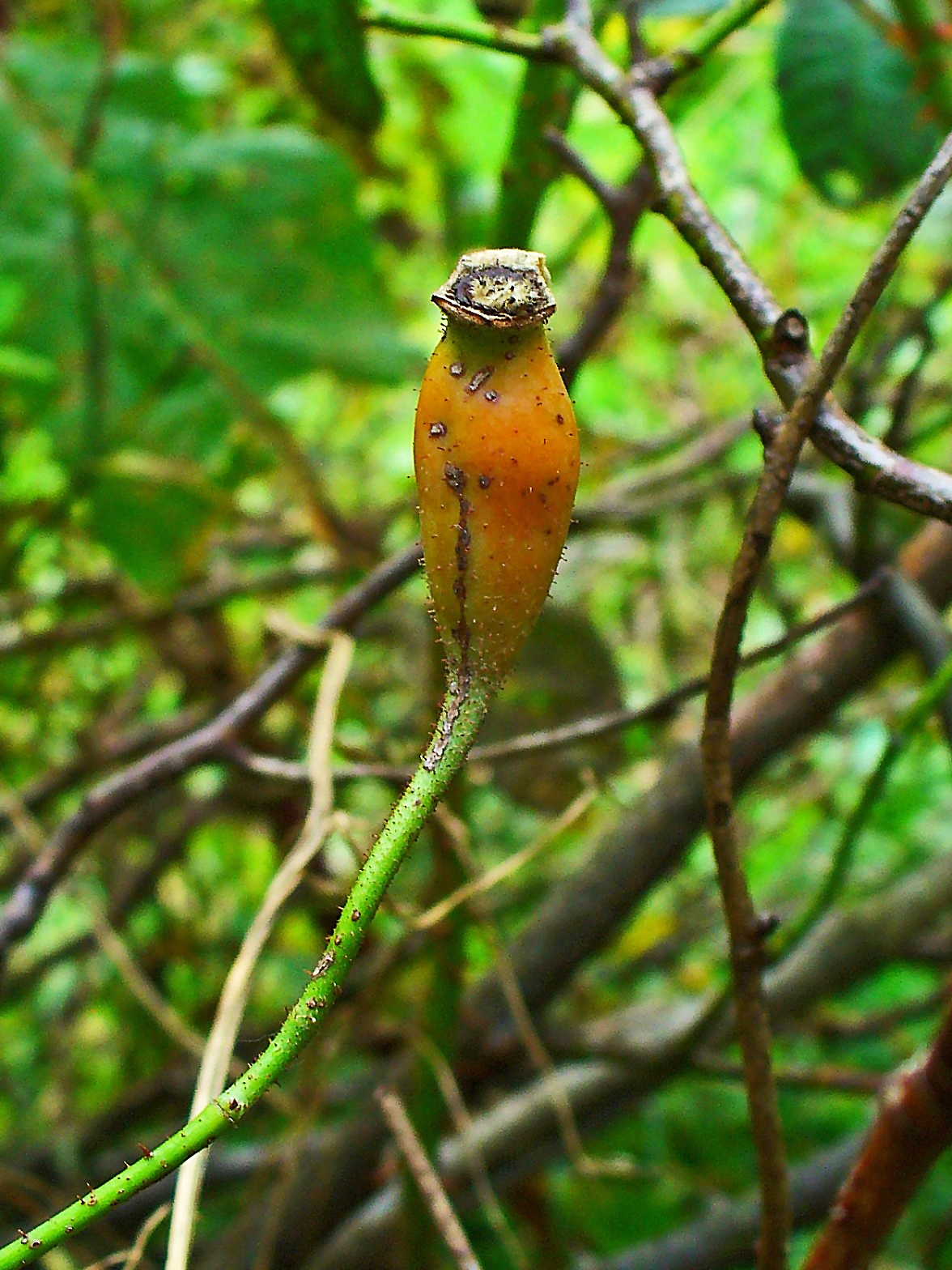
شبه میوه گل محمدی
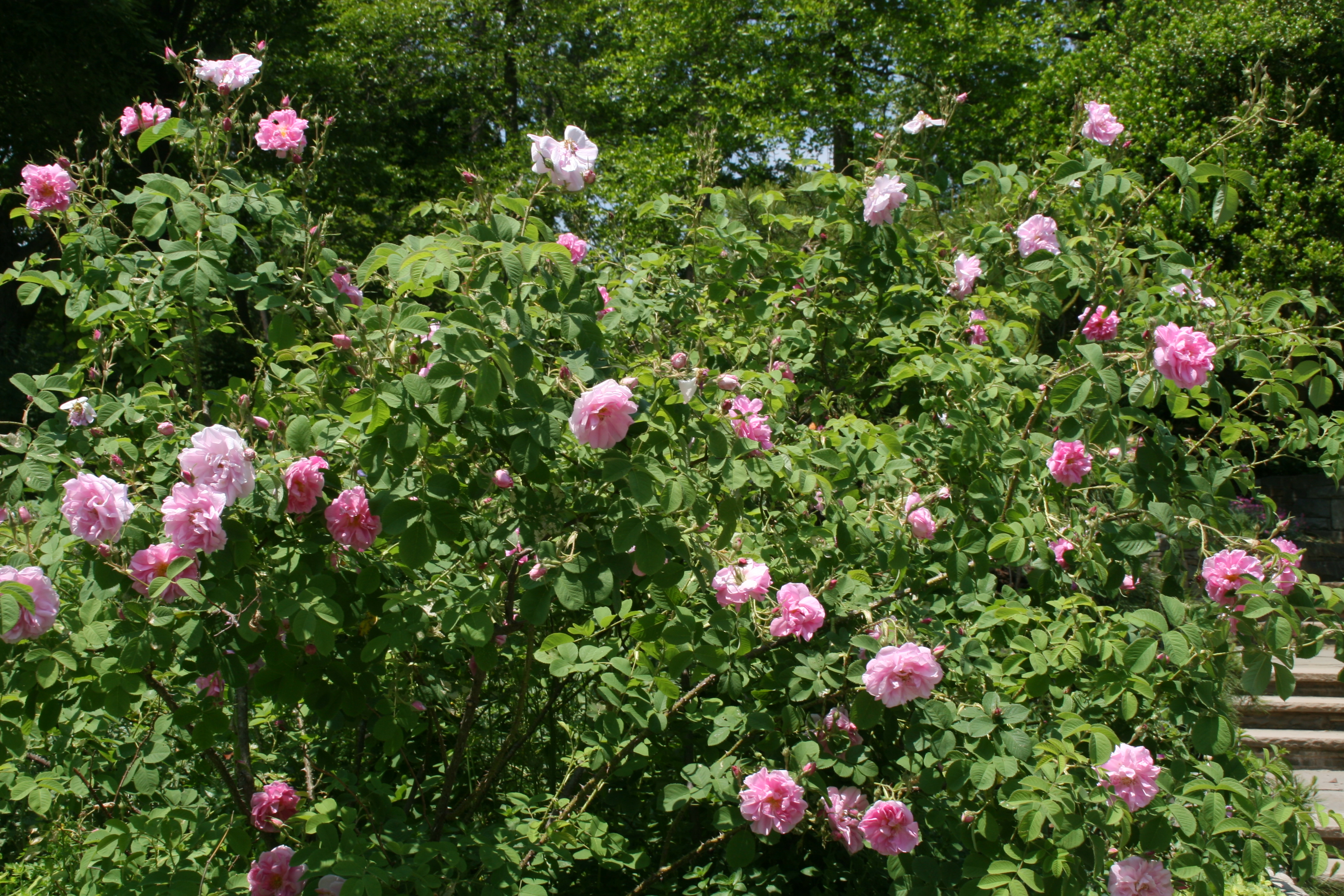
بوتهٔ گل محمدی
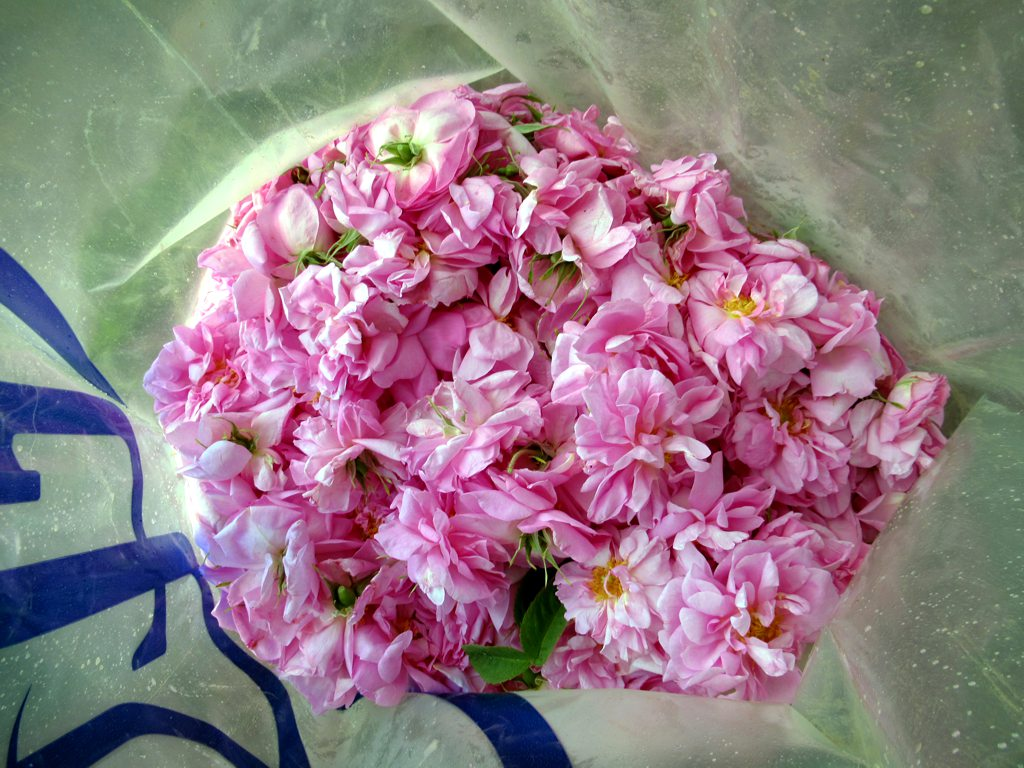
گلبرگ گل محمدی
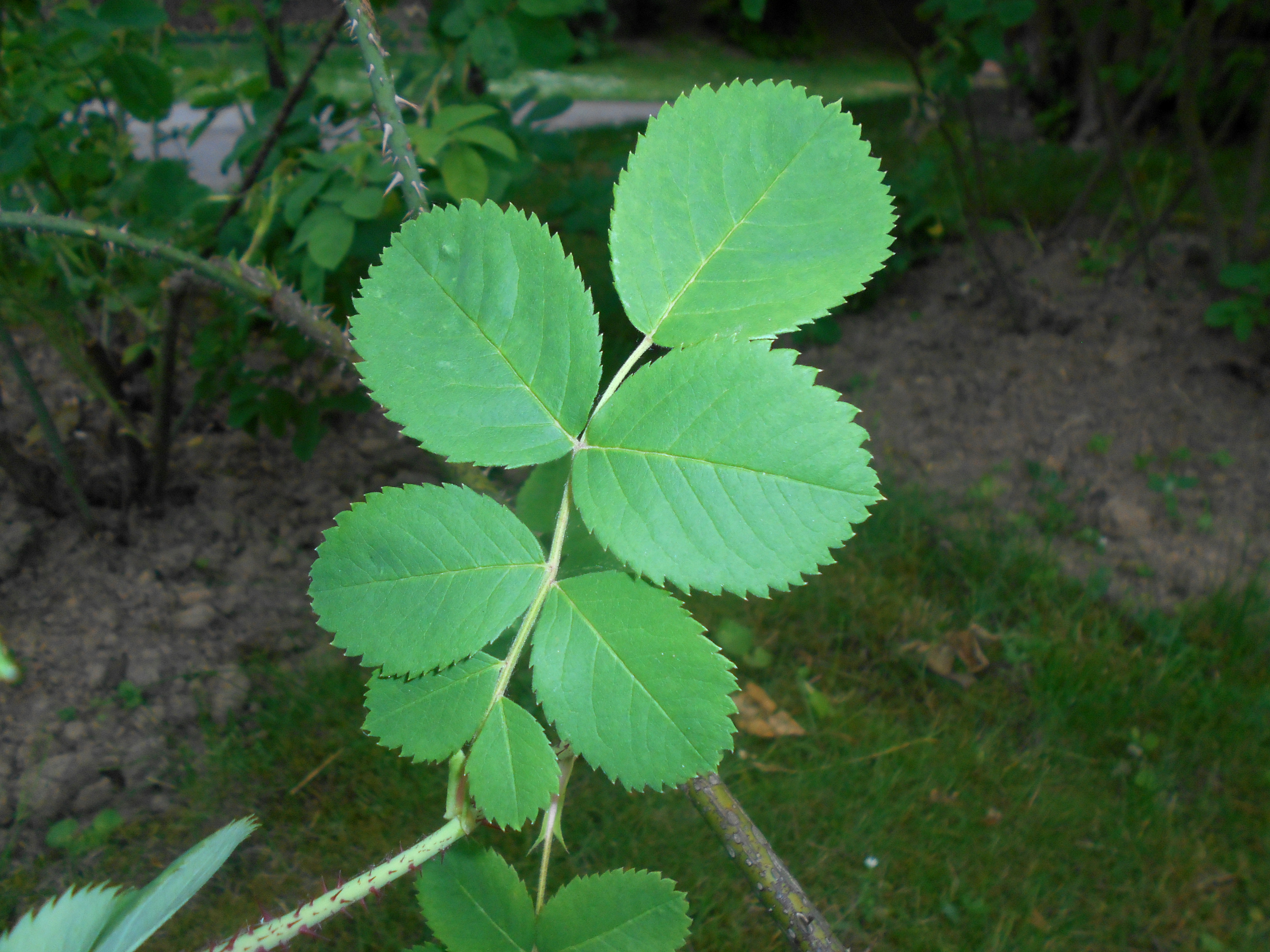
برگ گل محمدی
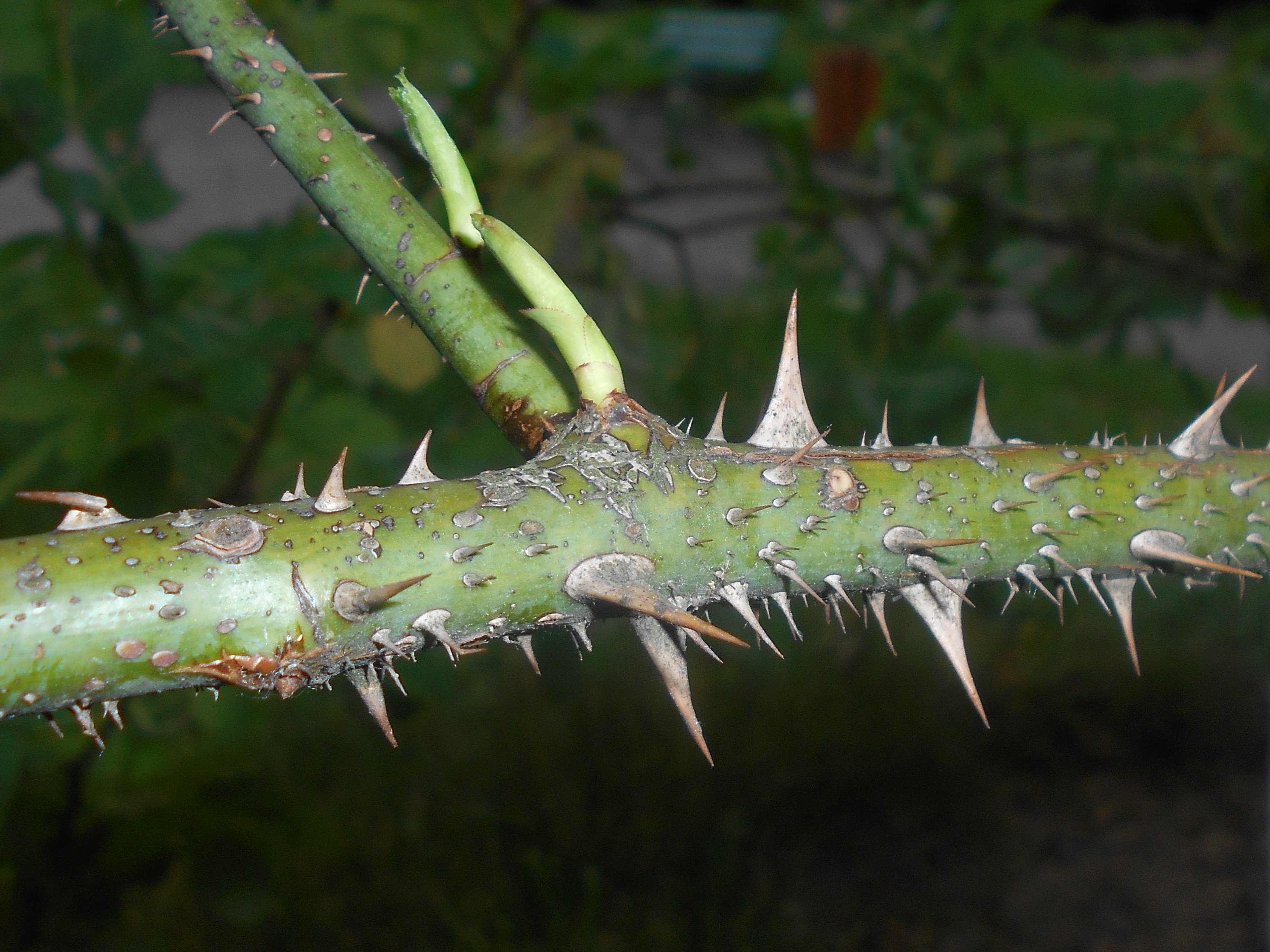
خار شاخهٔ گل محمدی
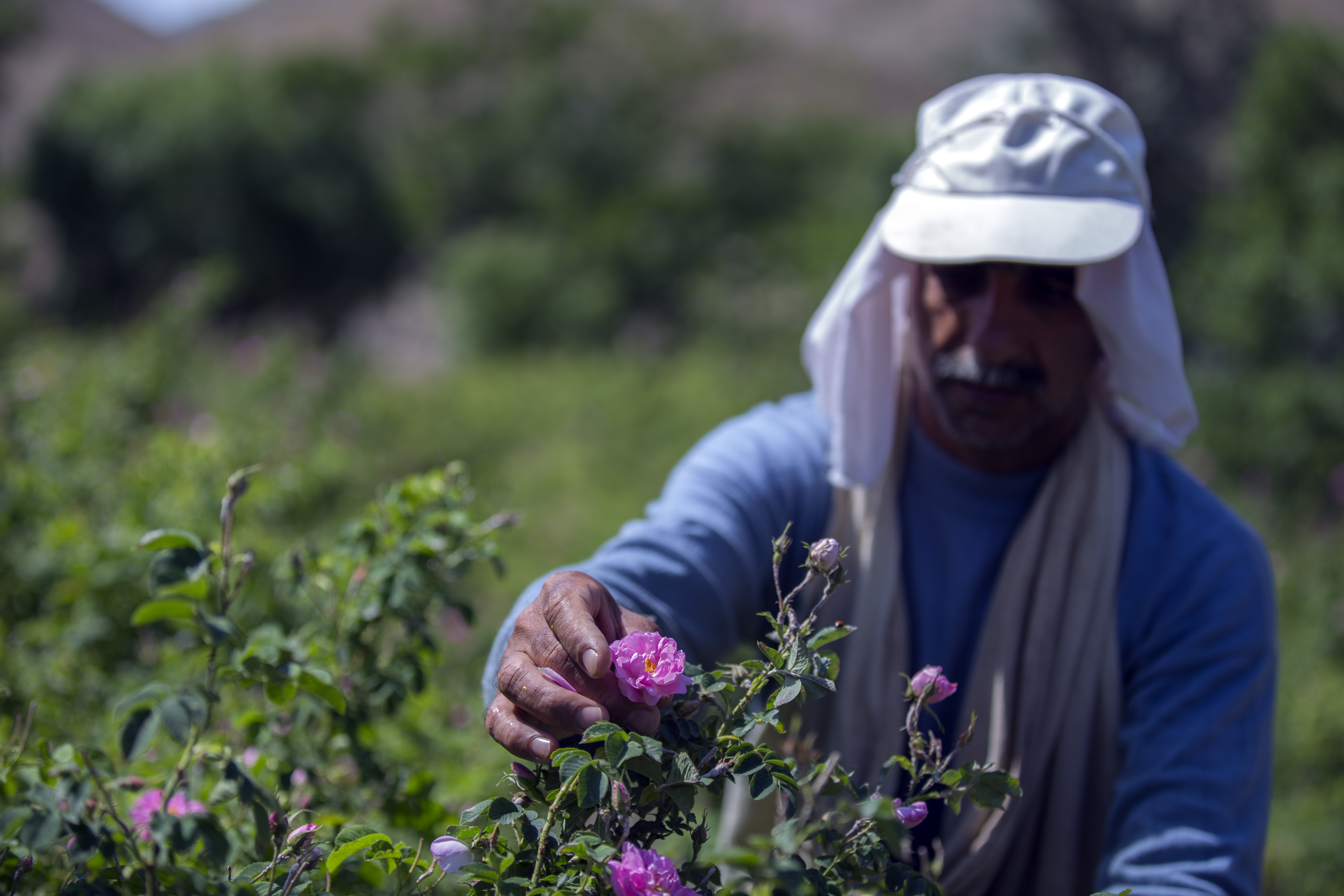
مراسم گلابگیری در قمصر کاشان
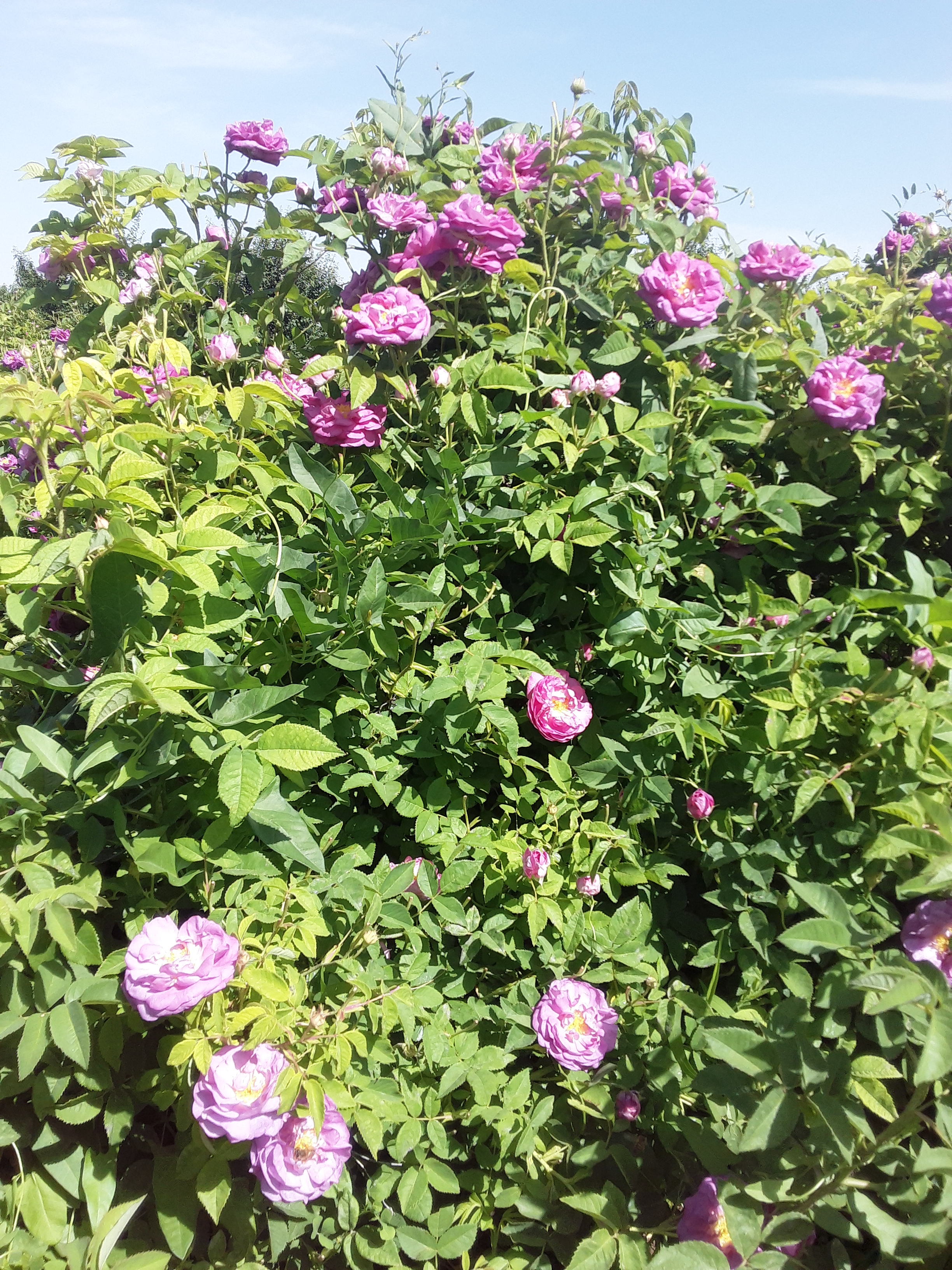